# Die Hard Trilogy
Die Hard Trilogy — компьютерная игра, основанная на первых трёх фильмах серии «Крепкий орешек» (англ. Die Hard) с Брюсом Уиллисом в главной роли. «Die Hard Trilogy» содержит в себе три игры, по каждой игре для каждой серии фильмов, и каждая из этих игр отличается в жанре и стиле геймплея в соответствии с фильмом. Игра получила хорошие отзывы прессы и попала в список «Sony Greatest Hits».
«Die Hard Trilogy» была разработана компанией Probe Entertainment и издана Fox Interactive для платформ PC (Microsoft Windows), PlayStation, Sega Saturn в августе, ноябре и декабре 1996 года для разных регионов мира. Версия для консоли Nintendo 64 находилась в разработке, но была отменена.

## Оценки
| Русскоязычные издания | Русскоязычные издания |
| Издание               | Оценка                |
| --------------------- | --------------------- |
| «Страна игр»          | 4+ из 5               |

## Внешние ссылки
- Обзор PlayStation-версии игры Архивная копия от 18 марта 2011 на Wayback Machine на сайте IGN.com
- Компиляция обзоров PlayStation-версии игры Архивная копия от 6 февраля 2008 на Wayback Machine на сайте GameRankings
- Компиляция обзоров Sega Saturn-версии игры Архивная копия от 6 февраля 2008 на Wayback Machine на сайте GameRankings
- Компиляция обзоров PC-версии игры Архивная копия от 6 февраля 2008 на Wayback Machine на сайте GameRankings